# Vincenzo Orlandini
Vincenzo Angelo Giovanni Orlandini (Roma, 30 de agosto de 1910-23 de octubre de 1961) fue un árbitro de fútbol italiano.

## Trayectoria
Arbitró en dos ediciones de los Juegos Olímpicos. En el Torneo Olímpico de 1952 (celebrado en Helsinki) arbitró el Luxemburgo-Gran Bretaña, el Suecia-Austria y el tercer puesto, disputado entre Suecia-Alemania.
En el Mundial de Suiza de 1954 arbitró el Uruguay-Escocia y la semifinal Alemania-Austria. También fue designado para el Mundial de Suecia 1958, donde arbitró el Paraguay-Escocia.